# Championnats du monde de squash
Les Championnats du monde de squash (World Open) se déroulent depuis 1976. Il s'agit d'un des deux tournois les plus prestigieux de l'année avec le British Open.

## Hommes

### Palmarès
| Année     | Lieu                | Champion            | Finaliste           | Score                                 |
| --------- | ------------------- | ------------------- | ------------------- | ------------------------------------- |
| 1976      | Londres             | Geoff Hunt          | Mohibullah Khan     | 7–9, 9–4, 8–10, 9–2, 9–2              |
| 1977      | Adelaide            | Geoff Hunt          | Qamar Zaman         | 9–5, 10–9, 0–9, 9–4                   |
| 1978      | Pas de championnat  | Pas de championnat  | Pas de championnat  | Pas de championnat                    |
| 1979      | Toronto             | Geoff Hunt          | Qamar Zaman         | 9–2, 9–3, 9–2                         |
| 1980      | Adelaide            | Geoff Hunt          | Qamar Zaman         | 9–0, 9–3, 9–3                         |
| 1981      | Toronto             | Jahangir Khan       | Geoff Hunt          | 7–9, 9–1, 9–2, 9–2                    |
| 1982      | Birmingham          | Jahangir Khan       | Dean Williams       | 9–2, 6–9, 9–1, 9–1                    |
| 1983      | Munich              | Jahangir Khan       | Chris Dittmar       | 9–3, 9–6, 9–0                         |
| 1984      | Karachi             | Jahangir Khan       | Qamar Zaman         | 9–0, 9–3, 9–4                         |
| 1985      | Le Caire            | Jahangir Khan       | Ross Norman         | 9–4, 4–9, 9–5, 9–1                    |
| 1986      | Toulouse            | Ross Norman         | Jahangir Khan       | 9–5, 9–7, 7–9, 9–1                    |
| 1987      | Birmingham          | Jansher Khan        | Chris Dittmar       | 9–5, 9–4, 4–9, 9–6                    |
| 1988      | Amsterdam           | Jahangir Khan       | Jansher Khan        | 9–6, 9–2, 9–2                         |
| 1989      | Kuala Lumpur        | Jansher Khan        | Chris Dittmar       | 7–15, 6–15, 15–4, 15–11, 15–10        |
| 1990      | Toulouse            | Jansher Khan        | Chris Dittmar       | 15–8, 17–15, 13–15, 15–5              |
| 1991      | Adélaïde            | Rodney Martin       | Jahangir Khan       | 14–17, 15–9, 15–4, 15–13              |
| 1992      | Johannesburg        | Jansher Khan        | Chris Dittmar       | 15–11, 15–9, 10–15, 15–6              |
| 1993      | Karachi             | Jansher Khan        | Jahangir Khan       | 14–15, 15–9, 15–5, 15–5               |
| 1994      | Barcelone           | Jansher Khan        | Peter Marshall      | 10–15, 15–11, 15–8, 15–4              |
| 1995      | Nicosie             | Jansher Khan        | Del Harris          | 15–10, 17–14, 16–17, 15–8             |
| 1996      | Karachi             | Jansher Khan        | Rodney Eyles        | 15–13, 17–15, 11–15, 15–3             |
| 1997      | Petaling Jaya       | Rodney Eyles        | Peter Nicol         | 15–11, 15–12, 15–12                   |
| 1998      | Doha                | Jonathon Power      | Peter Nicol         | 15–17, 15–7, 15–9, 15–10              |
| 1999      | Le Caire            | Peter Nicol         | Ahmed Barada        | 15–9, 15–13, 15–11,                   |
| 2000      | Pas de championnats | Pas de championnats | Pas de championnats | Pas de championnats                   |
| 2001      | Pas de championnats | Pas de championnats | Pas de championnats | Pas de championnats                   |
| 2002      | Anvers              | David Palmer        | John White          | 13–15, 12–15, 15–6, 15–14, 15–11      |
| 2003      | Lahore              | Amr Shabana         | Thierry Lincou      | 15–11, 11–15, 15–8, 15–14             |
| 2004      | Doha                | Thierry Lincou      | Lee Beachill        | 5–11, 11–2, 2–11, 11–10 (2–0), 11–8   |
| 2005      | Hong Kong           | Amr Shabana         | David Palmer        | 11–6, 11–7, 11–8                      |
| 2006      | Le Caire            | David Palmer        | Grégory Gaultier    | 9–11, 9–11, 11–9, 11–10 (6–4), 11–2   |
| 2007      | Hamilton            | Amr Shabana         | Grégory Gaultier    | 11–7, 11–4, 11–6                      |
| 2008      | Manchester          | Ramy Ashour         | Karim Darwish       | 5–11, 11–8, 11–4, 11–5                |
| 2009      | Koweït              | Amr Shabana         | Ramy Ashour         | 11–8, 11–5, 11–5                      |
| 2010      | Al-Khobar           | Nick Matthew        | James Willstrop     | 7-11,11-6, 11–2, 11–3                 |
| 2011      | Rotterdam           | Nick Matthew        | Grégory Gaultier    | 6-11, 11-9, 11-6, 11-5                |
| 2012      | Doha                | Ramy Ashour         | Mohamed El Shorbagy | 2-11, 11-6, 11-5, 9-11, 11-8          |
| 2013      | Manchester          | Nick Matthew        | Grégory Gaultier    | 11-9, 11-9, 11-13, 7-11, 11-2         |
| 2014      | Doha                | Ramy Ashour         | Mohamed El Shorbagy | 13-11, 7-11, 5-11, 11-5, 14-12        |
| 2015      | Bellevue            | Grégory Gaultier    | Omar Mosaad         | 11-6, 11-7, 12-10                     |
| 2016      | Le Caire            | Karim Abdel Gawad   | Ramy Ashour         | 5-11, 11-6, 11-7, 2-1 (ab.)           |
| 2017      | Manchester          | Mohamed El Shorbagy | Marwan El Shorbagy  | 11-5, 9-11, 11-7, 9-11, 11-6          |
| 2018-2019 | Chicago             | Ali Farag           | Tarek Momen         | 11-5, 11-13, 13-11, 11-3 (79 min)     |
| 2019-2020 | Doha                | Tarek Momen         | Paul Coll           | 11-8, 11-3, 11-4 (39 min)             |
| 2020-2021 | Chicago             | Ali Farag           | Mohamed El Shorbagy | 7-11, 12-10, 11-9, 11-4 (67 min)      |
| 2021-2022 | Le Caire            | Ali Farag           | Mohamed El Shorbagy | 9-11, 11-8, 7-11, 11-9, 11-2 (74 min) |
| 2022-2023 | Chicago             | Ali Farag           | Karim Abdel Gawad   | 12-10, 11-6, 11-6 (44 min)            |
| 2023-2024 | Chicago             | Diego Elías         | Mostafa Asal        | 11-6, 11-5, 12-10 (61 min)            |
| 2024-2025 | Chicago             | Mostafa Asal        | Ali Farag           | 11-7, 11-8, 11-3 (41 min)             |

| Rang | Joueur              | Titre | Finaliste | Finales |
| ---- | ------------------- | ----- | --------- | ------- |
| 1    | Jansher Khan        | 8     | 1         | 9       |
| 2    | Jahangir Khan       | 6     | 3         | 9       |
| 3    | Geoff Hunt          | 4     | 1         | 5       |
| 3    | Ali Farag           | 4     | 1         | 5       |
| 5    | Amr Shabana         | 4     | 0         | 4       |
| 6    | Ramy Ashour         | 3     | 2         | 5       |
| 7    | Nick Matthew        | 3     | 0         | 3       |
| 8    | David Palmer        | 2     | 1         | 3       |
| 9    | Mohamed El Shorbagy | 1     | 4         | 5       |
| 9    | Grégory Gaultier    | 1     | 4         | 5       |
| 11   | Peter Nicol         | 1     | 2         | 3       |
| 12   | Rodney Eyles        | 1     | 1         | 2       |
| 12   | Thierry Lincou      | 1     | 1         | 2       |
| 12   | Ross Norman         | 1     | 1         | 2       |
| 12   | Mostafa Asal        | 1     | 1         | 2       |
| 12   | Tarek Momen         | 1     | 1         | 1       |
| 17   | Karim Abdel Gawad   | 1     | 0         | 1       |
| 17   | Rodney Martin       | 1     | 0         | 1       |
| 17   | Jonathon Power      | 1     | 0         | 1       |
| 20   | Chris Dittmar       | 0     | 5         | 5       |
| 21   | Qamar Zaman         | 0     | 4         | 4       |
| 22   | Ahmed Barada        | 0     | 1         | 1       |
| 22   | Lee Beachill        | 0     | 1         | 1       |
| 22   | Paul Coll           | 0     | 1         | 1       |
| 22   | Karim Darwish       | 0     | 1         | 1       |
| 22   | Marwan El Shorbagy  | 0     | 1         | 1       |
| 22   | Del Harris          | 0     | 1         | 1       |
| 22   | Mohibullah Khan     | 0     | 1         | 1       |
| 22   | Peter Marshall      | 0     | 1         | 1       |
| 22   | Omar Mosaad         | 0     | 1         | 1       |
| 22   | John White          | 0     | 1         | 1       |
| 22   | Dean Williams       | 0     | 1         | 1       |
| 22   | James Willstrop     | 0     | 1         | 1       |

| Pays             | Titres | Dernier titre |
| ---------------- | ------ | ------------- |
| Égypte           | 15     | 2025          |
| Pakistan         | 14     | 1996          |
| Australie        | 8      | 2006          |
| Angleterre       | 3      | 2013          |
| France           | 2      | 2015          |
| Canada           | 1      | 1998          |
| Nouvelle-Zélande | 1      | 1986          |
| Écosse           | 1      | 1999          |
| Pérou            | 1      | 2024          |

## Femmes

### Palmarès
| Année     | Lieu                | Championne          | Finaliste           | Score                             |
| --------- | ------------------- | ------------------- | ------------------- | --------------------------------- |
| 1976      | Brisbane            | Heather McKay       | Marion Jackman      | 9–2, 9–2, 9–0                     |
| 1977      | Pas de championnats | Pas de championnats | Pas de championnats | Pas de championnats               |
| 1978      | Pas de championnats | Pas de championnats | Pas de championnats | Pas de championnats               |
| 1979      | Sheffield           | Heather McKay       | Sue Cogswell        | 6–9, 9–3, 9–1, 9–4                |
| 1980      | Pas de championnat  | Pas de championnat  | Pas de championnat  | Pas de championnat                |
| 1981      | Toronto             | Rhonda Thorne       | Vicki Cardwell      | 8–10, 9–4, 9–5, 7–9, 9–7          |
| 1982      | Pas de championnat  | Pas de championnat  | Pas de championnat  | Pas de championnat                |
| 1983      | Perth               | Vicki Cardwell      | Rhonda Thorne       | 9–1, 9–3, 9–4                     |
| 1984      | Pas de championnat  | Pas de championnat  | Pas de championnat  | Pas de championnat                |
| 1985      | Dublin              | Susan Devoy         | Lisa Opie           | 9–4, 9–5, 10–8                    |
| 1986      | Pas de championnat  | Pas de championnat  | Pas de championnat  | Pas de championnat                |
| 1987      | Auckland            | Susan Devoy         | Lisa Opie           | 9–3, 10–8, 9–2                    |
| 1988      | Pas de championnat  | Pas de championnat  | Pas de championnat  | Pas de championnat                |
| 1989      | Warmond             | Martine Le Moignan  | Susan Devoy         | 4–9, 9–4, 10–8, 10–8              |
| 1990      | Sydney              | Susan Devoy         | Martine Le Moignan  | 9–4, 9–4, 9–4                     |
| 1991      | Pas de championnat  | Pas de championnat  | Pas de championnat  | Pas de championnat                |
| 1992      | Vancouver           | Susan Devoy         | Michelle Martin     | 9–4, 9–6, 9–4                     |
| 1993      | Johannesburg        | Michelle Martin     | Liz Irving          | 9–2, 9–2, 9–1                     |
| 1994      | Saint-Pierre-Port   | Michelle Martin     | Cassie Jackman      | 9–1, 9–0, 9–6                     |
| 1995      | Hong Kong           | Michelle Martin     | Sarah Fitz-Gerald   | 8–10, 9–2, 9–6, 9–3               |
| 1996      | Petaling Jaya       | Sarah Fitz-Gerald   | Cassie Jackman      | 9–0, 9–3, 9–4                     |
| 1997      | Sydney              | Sarah Fitz-Gerald   | Michelle Martin     | 9–5, 5–9, 6–9, 9–2, 9–3           |
| 1998      | Stuttgart           | Sarah Fitz-Gerald   | Michelle Martin     | 10–8, 9–7, 2–9, 3–9, 10–9         |
| 1999      | Seattle             | Cassie Campion      | Michelle Martin     | 9–6, 9–7, 9–7                     |
| 2000      | Édimbourg           | Carol Owens         | Leilani Joyce       | 9–6, 9–5, 7–9, 5–9, 9–6           |
| 2001      | Melbourne           | Sarah Fitz-Gerald   | Leilani Joyce       | 9–0, 9–3, 9–2                     |
| 2002      | Doha                | Sarah Fitz-Gerald   | Natalie Pohrer      | 10–8, 9–3, 7–9, 9–7               |
| 2003      | Hong Kong           | Carol Owens         | Cassie Jackman      | 3–9, 9–2, 9–7, 9–3                |
| 2004      | Kuala Lumpur        | Vanessa Atkinson    | Natalie Grinham     | 9–1, 9–1, 9–5                     |
| 2005      | Hong Kong           | Nicol David         | Rachael Grinham     | 8–10, 9–2, 9–6, 9–7               |
| 2006      | Belfast             | Nicol David         | Natalie Grinham     | 1–9, 9–7, 3–9, 9–5, 9–2           |
| 2007      | Madrid              | Rachael Grinham     | Natalie Grinham     | 9–4, 10–8, 9–2                    |
| 2008      | Manchester          | Nicol David         | Vicky Botwright     | 5–11, 11–1, 11–6, 11–9            |
| 2009      | Amsterdam           | Nicol David         | Natalie Grinham     | 3–11, 11–6, 11–3, 11–8            |
| 2010      | Charm el-Cheikh     | Nicol David         | Omneya Abdel Kawy   | 11-5, 11-8, 11-6                  |
| 2011      | Amsterdam           | Nicol David         | Jenny Duncalf       | 11-2, 11-5, 11-0                  |
| 2012      | Grand Cayman        | Nicol David         | Laura Massaro       | 11–6, 11–8, 11–6                  |
| 2013      | Penang              | Laura Massaro       | Nour El Sherbini    | 11–7, 6-11, 11–9, 5-11, 11–9      |
| 2014      | Le Caire            | Nicol David         | Raneem El Weleily   | 5–11, 11-8, 7–11, 14-12, 11–5     |
| 2015      | Kuala Lumpur        | Nour El Sherbini    | Laura Massaro       | 6-11, 4-11, 11-3, 11-5, 11-8      |
| 2016      | El Gouna            | Nour El Sherbini    | Raneem El Weleily   | 11-8, 11-9, 11-9                  |
| 2017      | Manchester          | Raneem El Weleily   | Nour El Sherbini    | 3-11, 12-10, 11-7, 11-5           |
| 2018-2019 | Chicago             | Nour El Sherbini    | Nour El Tayeb       | 11-6, 11-5, 10-12, 15-13 (58 min) |
| 2019-2020 | El Gouna            | Nour El Sherbini    | Raneem El Weleily   | 11-4, 9-11, 11-5, 11-6 (41 min)   |
| 2020-2021 | Chicago             | Nour El Sherbini    | Nouran Gohar        | 11-5, 11-8, 8-11, 11-9 (53 min)   |
| 2021-2022 | Le Caire            | Nour El Sherbini    | Nouran Gohar        | 7-11, 11-7, 11-8, 11-7 (56 min)   |
| 2022-2023 | Chicago             | Nour El Sherbini    | Nouran Gohar        | 11-6, 11-4, 12-10 (38 min)        |
| 2023-2024 | Chicago             | Nouran Gohar        | Nour El Sherbini    | 11-8, 9-11, 11-7, 11-5 (81 min)   |
| 2024-2025 | Chicago             | Nour El Sherbini    | Hania El Hammamy    | 11-5, 11-9, 4-11, 11-7 (61 min)   |

Notes :
1. Cassie Jackman est connue comme Cassie Campion de juillet 1998 à 2002.
2. Natalie Pohrer est connue comme Natalie Grainger.
3. Natalie Grinham est devenue Néerlandaise en 2009.
4. L'édition 2013 s'est déroulée en mars 2014.
5. Nour El Sherbini devient à 20 ans la plus jeune championne mais aussi la première Égyptienne.

| Rang | Joueuse            | Titre | Finaliste | Finales |
| ---- | ------------------ | ----- | --------- | ------- |
| 1    | Nour El Sherbini   | 8     | 3         | 11      |
| 2    | Nicol David        | 8     | 0         | 8       |
| 3    | Sarah Fitz-Gerald  | 5     | 1         | 6       |
| 4    | Susan Devoy        | 4     | 1         | 5       |
| 5    | Michelle Martin    | 3     | 4         | 7       |
| 6    | Heather McKay      | 2     | 0         | 2       |
| 6    | Carol Owens        | 2     | 0         | 2       |
| 8    | Cassie Jackman     | 1     | 3         | 4       |
| 8    | Raneem El Weleily  | 1     | 3         | 4       |
| 10   | Laura Massaro      | 1     | 2         | 3       |
| 10   | Nouran Gohar       | 1     | 2         | 3       |
| 12   | Vicki Cardwell     | 1     | 1         | 2       |
| 12   | Rachael Grinham    | 1     | 1         | 2       |
| 12   | Martine Le Moignan | 1     | 1         | 2       |
| 12   | Rhonda Thorne      | 1     | 1         | 2       |
| 17   | Vanessa Atkinson   | 1     | 0         | 1       |
| 18   | / Natalie Grinham  | 0     | 4         | 4       |
| 19   | Leilani Joyce      | 0     | 2         | 2       |
| 19   | Lisa Opie          | 0     | 2         | 2       |
| 21   | Nour El Tayeb      | 0     | 1         | 1       |
| 21   | Omneya Abdel Kawy  | 0     | 1         | 1       |
| 21   | Vicky Botwright    | 0     | 1         | 1       |
| 21   | Sue Cogswell       | 0     | 1         | 1       |
| 21   | Jenny Duncalf      | 0     | 1         | 1       |
| 21   | Marion Jackman     | 0     | 1         | 1       |
| 21   | Liz Irving         | 0     | 1         | 1       |
| 21   | Natalie Pohrer     | 0     | 1         | 1       |
| 21   | Hania El Hammamy   | 0     | 1         | 1       |

| Pays             | Titres | Dernier titre |
| ---------------- | ------ | ------------- |
| Australie        | 13     | 2007          |
| Égypte           | 9      | 2025          |
| Malaisie         | 8      | 2014          |
| Nouvelle-Zélande | 6      | 2013          |
| Angleterre       | 3      | 2013          |
| Pays-Bas         | 1      | 2004          |